# Heino Naujoks
Heino Naujoks (* 30. April 1937 in Köln; † 22. Januar 2025 in München) war ein deutscher Maler.

## Leben
Heino Naujoks wurde 1937 in Köln als vierter Sohn eines Arztes geboren und wuchs in Marburg/Lahn (ab 1943) und Frankfurt am Main (ab 1948) auf. Nach dem Abitur zog er 1957 nach München. Dort besuchte er zunächst Zeichenkurse an der städtischen Gewerbeschule. 1958 nahm er an der Internationalen Sommerakademie für Bildende Kunst Salzburg (Schule des Sehens) bei Oskar Kokoschka teil. Im Herbst desselben Jahres trat er in die Malklasse von Erich Glette an der Akademie der Bildenden Künste in München ein.
Mit seinen Kommilitonen Florian Köhler und Helmut Rieger gründete er 1959 die Künstlergruppe WIR, der 1961 auch Reinhold Heller und Hans Matthäus Bachmayer beitraten. Im Jahr 1965 schloss sich die Gruppe WIR mit der Künstlergruppe SPUR zusammen, 1966 wählten die Künstler den neuen Gruppennamen GEFLECHT. Bis zur Auflösung von GEFLECHT im Jahr 1968 entstanden, teilweise in Gemeinschaftsarbeit, Werke zum Thema Technik und Automobil, aber auch dreidimensionale „Antiobjekte“.
Zwischen 1975 und 1989 schuf Naujoks großformatige Wandbilder für den öffentlichen Raum, etwa für die Technische Universität und das Klinikum Großhadern in München sowie für das Staatsarchiv Augsburg. 1990 erhielt er den Seerosenpreis der Stadt München. Ab 2007 war Heino Naujoks Mitglied der Bayerischen Akademie der Schönen Künste. Der Künstler war seit 1968 mit Margot Dorothea Radloff verheiratet; das Paar hat eine Tochter.

## Werk
Seit seinen künstlerischen Anfängen beschäftigt sich Naujoks mit dem Spannungsfeld zwischen Figur und Abstraktion. Zunächst beeinflusst vom analytischen Kubismus, vom Informel und vom Bildraum Max Beckmanns, entwickelte er bereits während seiner Studienjahre an der Akademie eine spontane, gestisch geprägte künstlerische Handschrift. Eine wichtige Inspirationsquelle während der Zeit der Gruppe WIR war außerdem die süddeutsche Deckenmalerei des 18. Jahrhunderts. Zu dieser Zeit entstanden zahlreiche Gemälde und Zeichnungen mit religiösen Themen. Unter dem Einfluss der Pop Art schuf Naujoks von 1965 bis 1967 starkfarbige, flächige Kompositionen, doch kehrte er bald zu einer expressiven Pinselschrift zurück. Eine wichtige Rolle spielt die Collage in seinem Werk, dabei verwendete er nicht nur Fragmente aus Zeitungen und anderen Publikationen, sondern auch Teile eigener Werke, die er nach dem Einfügen in seine Bilder wiederum übermalte. Seit den 1990er Jahren entstanden seine Gemälde teilweise als Bestandteile umfangreicher Werkreihen, etwa der Folgen „Katarakt“ oder „Ort als Geschehen“.

## Ausstellungen (Auswahl)
- 1965: Gruppe WIR, BMW-Pavillon, Hamburg
- 1967: Gruppe GEFLECHT, Kunsthalle zu Kiel
- 1969: Galerie van de Loo, München
- 1971: Studio-Galerie, Kunstverein, Kassel
- 1978: Incontri, Goethe-Museum, Rom
- 1983–1985: COBRA, SPUR, WIR, GEFLECHT, KOLLEKTIV HERZOGSTRASSE, Galerie im Ganserhaus, Wasserburg/Inn; Kunstverein, Bonn; Gesellschaft für aktuelle Kunst, Bremen; Galerie Moderne, Silkeborg/Dänemark
- 1985: Galerie Ute Parduhn, Düsseldorf
- 1987: Gruppe WIR, Kunstverein, München; Kunstverein, Salzburg
- 1988: Gruppe WIR, Kunstverein, Bamberg
- 1990: Galerie von Loeper, Hamburg
- 1990: Rathausgalerie, München (Ausstellung anlässlich der Verleihung des Kunstpreises der Stadt München)
- 1992: Kunstverein, Rosenheim
- 1995: Galerie Schwind, Frankfurt am Main
- 1996: Galerie Pels-Leusden, Berlin
- 2000: Kunstverein, Würzburg
- 2003: Das große Format, Historischer Langhaussaal, Rathaus, Cham
- 2004: Kunsthalle in Emden (Ankauf und Präsentation innerhalb der Schenkung Otto van de Loo)
- 2009: Arbeiten auf Papier, Karl & Faber Kunstauktionen, München
- 2011: Galerie Marie-José van de Loo, München
- 2012: Ort als Geschehen, Helmholtz-Zentrum München
- 2014/15: German Pop, Schirn Kunsthalle, Frankfurt am Main
- 2015: Gruppe WIR, Museum Lothar Fischer, Neumarkt/Oberpfalz; Kunsthalle, Schweinfurt
- 2017: Stationen, Karl & Faber Kunstauktionen, München

## Werke in öffentlichen Sammlungen
- Bayerische Staatsgemäldesammlungen, München
- Städtische Galerie im Lenbachhaus, München
- Staatliche Graphische Sammlung München
- Neues Museum Nürnberg
- Kunsthalle Schweinfurt
- Kunsthalle in Emden (Sammlung Otto van de Loo)
- Museum am Dom, Würzburg
- Museum Lothar Fischer, Neumarkt/Oberpfalz
- Museum für aktuelle Kunst – Sammlung Hurrle, Durbach
- Helmholtz-Zentrum München
- Sammlung Swiss Life, München
- ADAC-Kunstsammlung „Spuren“, München